# 萊布伊努斯教堂

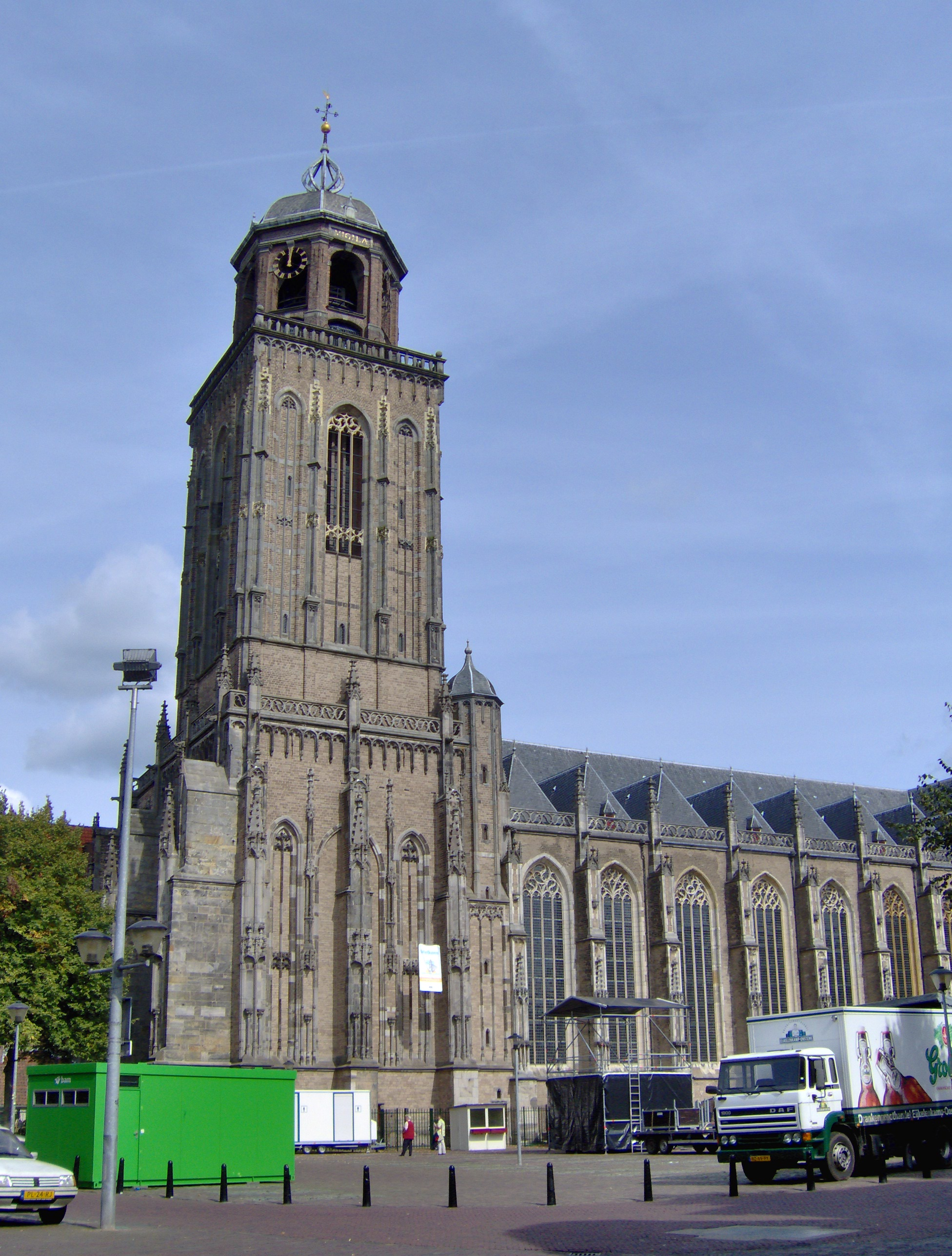
萊布伊努斯教堂

萊布伊努斯教堂（荷蘭語：Grote of Lebuïnuskerk）是荷蘭上愛塞省城市代芬特爾的一座教堂。

## 历史
這座教堂是一座哥特式建築，修建於1450年至1525年。教堂原本奉獻給英國傳教士萊布伊努斯（Lebuinus），是烏德勒支教區最大的天主教教堂之一。1580年，加爾文主義者獲得了這個教堂，並完全抹去了內部裝飾，將其改名為大教堂（Grote Kerk）。現在教堂本身屬於教會，而高塔屬於市政府。

## 外部連結
- Website of the Grote Kerk www.pkn-deventer.nl （页面存档备份，存于）

52°15′07″N 6°09′18″E / 52.2519°N 6.1551°E